# 赞格祖尔走廊

構想中的赞格祖尔走廊（綠色箭頭）

赞格祖尔走廊（羅馬化：Zangezuri mijantsk）又稱納希切萬走廊、梅格里走廊或休尼克走廊；亞塞拜然語：），是一個構想中的地緣政治走廊，連通亞塞拜然本土與其飛地納希切萬自治共和國，穿過亞美尼亞南部的休尼克州（不經亞美尼亞的邊境管制）。此走廊可將土耳其與其他突厥語國家連通，使整個突厥語世界連成一體。赞格祖尔走廊並非2020年納戈爾諾-卡拉巴赫停火協議的一部份，為事後由亞塞拜然總統伊利哈姆·阿利耶夫提出。亞塞拜然與土耳其均大力主張建立此走廊，亞美尼亞對此則堅決反對，主張其偏離停火協定，為宣傳戰的一部份。
2021年的多次三方（亞塞拜然、亞美尼亞與俄羅斯）會談中，亞美尼亞表示同意共同修復蘇聯時期連接亞塞拜然本土與納希切萬的鐵路，亞塞拜然將此解釋為亞美尼亞已同意赞格祖尔走廊，俄羅斯則指出會談討論內容僅是解除各地區的封鎖，而非建立一走廊。2021年10月亞美尼亞開始允許亞塞拜然本土與納希切萬的航班穿過其領空。亞塞拜然已在自己控制的領土上開始建設赞格祖尔走廊工程，並威脅若亞美尼亞不同意此走廊，亞塞拜然將「用武力決定」。